# Вулиця Василя Стуса (Івано-Франківськ)
Вулиця Василя Стуса — вулиця в Івано-Франківську, що веде від вулиці Вовчинецька до вулиці 24 серпня. Проходить через мікрорайони Позитрон та Каскад.

## З історії вулиці
Виникла на початку 1980-х рр. в результаті інтенсивної житлової забудови мікрорайону.
У 1983 році отримала назву М. Ільїна — лейтенанта НКВС, який під виглядом патріота намагався проникнути в сотню «Скуби».
На початку незалежності вулиці дали ім'я Василя Стуса — українського поета та правозахисника.

## Забудова
Забудована вулиця переважно дев'ятиповерховими житловими будинками з лівого боку. З правої сторони вулиці розташовані тимчасова дерев'яна церковця УПЦ КП та ринок «Східний». З серпня 2001 року через вулицю проліг тролейбусний маршрут на Каскад.